# Salmo lumi
Salmo lumi är en fiskart som beskrevs av Poljakov, Filipi, Basho och Hysenaj, 1958. Salmo lumi ingår i släktet Salmo och familjen laxfiskar. IUCN kategoriserar arten globalt som otillräckligt studerad. Inga underarter finns listade i Catalogue of Life.